# Окна натурализации
«Окна натурализации» (латыш. naturalizācijas logi) — законодательные ограничения по ряду параметров, наложенные на процесс натурализации неграждан Латвии и действовавшие до конца 1998 года на основании статьи 14 закона о гражданстве от 22 июля 1994 года. Согласно этим ограничениям, до 2001 года заявления на натурализацию в общем порядке рассматривались только от лиц, родившихся в Латвии (причем до 2000 года — с ограничениями по возрасту, постепенно смягчаемыми в январе 1997, 1998, 1999 гг.), с 2001 года — также тех, кто приехал в Латвию несовершеннолетними, с 2002 года — от тех, кто приехал в возрасте до 30 лет, с 2003 года — также и остальных.
Процесс натурализации начался в Латвии 1 февраля 1995 года, позволяя латвийским негражданам, а также гражданам третьих стран подать заявление, оплатить пошлину, сдать экзамены и принести присягу граждан Латвийской Республики. Это решение было принято под давлением ЕС и являлось условием для принятия Латвии в Совет Европы, так как на тот момент в стране проживало 750 тысяч лиц без гражданства.

## Правовые основания
Неграждане появились в Латвии в соответствии с постановлением Верховного Совета «О восстановлении прав граждан Латвийской Республики и основных условиях натурализации» от 15 октября 1991 года, принятым вопреки обещаниям руководства Народного фронта Латвии о «нулевом» варианте гражданства.
«Латвия и Эстония стали единственными постсоветскими государствами, отказавшимися от так называемого „нулевого варианта“, при котором гражданство автоматически предоставлялось всем постоянным жителям на момент провозглашения (или восстановления) независимости, — указывает правозащитник, латвийский политический деятель Борис Цилевич. — Гражданами Латвии были признаны лишь те, чьи предки имели гражданство на момент присоединения Латвии к Советскому Союзу в 1940 году. Для обоснования „концепции восстановленного гражданства“ были написаны тома историко-правовых обоснований: поскольку аннексия была незаконной, она де-юре не могла изменить ни международно-правового статуса Латвийской Республики, ни ее совокупности граждан. Суть дела была в другом. Если среди всех жителей Латвии на момент восстановления независимости этнические латыши составляли чуть более половины, то среди признанных гражданами — около 80 %. Тем самым политическое доминирование латышей было обеспечено».
Таким образом в Латвии было создано сообщество фактических апатридов, и до середины 1990-х новорожденных детей неграждан регистрировали как граждан СССР — страны, которая перестала существовать в 1991 году.
Только в 1995 году вступил в силу Закон о гражданстве, предусматривавший как возможность натурализации на довольно жестких условиях, так и «окна натурализации»—график, согласно которому люди определенного года рождения и стажа проживания в Латвии могли подать заявления о приёме в гражданство Латвийской Республики. Это фактически был специальный механизм торможения, позволявший натурализоваться лишь отдельным категориям неграждан.
Лишь 4 июня 1998 года под давлением ЕС и ОБСЕ «окна» были отменены. Поправки к Закону о гражданстве также предусматривали автоматическое предоставление гражданства родившимся после 21 августа 1991 года детям неграждан. В ноябре поправки вступили в силу. Они разрешали натурализацию лицам, включенные в Регистр жителей, со стажем постоянного проживания в Латвии не менее пяти лет, владеющим латышским языком, знающим гимн и историю Латвии. Претенденты должны иметь легальный источник существования, а также засвидетельствовать верность Латвийской Республике клятвой, которая вначале была письменной, а затем стала устной.

## Натурализация с окнами и без них
Первыми прошедшими процесс натурализации гражданами стали 103 человека разных национальностей — русские, литовцы, поляки, украинцы, белорусы, а также по одному эстонцу, еврею и татарину. Постановление Кабинета министров об этом вышло 11 августа 1995 года, самому юному из претендентов исполнилось 20 лет, самому старшему — 70.
В 1997 году гражданство получила 5-тысячная натурализовавшаяся жительница страны, а 9 сентября 1998 года — 10-тысячная: Людмила Кузьмина из Балвского района, которая прошла натурализацию по пункту 7 части 1 статьи 13 Закона о гражданстве как супруга гражданина ЛР.
По данным Департамента гражданства и миграции, окна натурализации существенно замедлили пополнение гражданского сообщества Латвии: с 1995 по 1998 год количество лиц, получивших синий паспорт ЛР (у неграждан он был фиолетовым, с надписью на английском языке aliens, «чужой»), не превышало 4,5 тыс. в год. После отмены окон количество заявлений о приёме в гражданство выросло втрое — до 15 тысяч в год. Сдать экзамены и получить гражданство с первой попытки смогло чуть меньше претендентов, однако впоследствии они пересдавали экзамены успешно, так как статистика 2000—2002 годов показывает превышение количества принятых в гражданство над количеством поданных заявлений.
Закон о гражданстве гласит, что процесс натурализации в Латвии можно пройти в течение одного года. В среднем он занимает 7—8 месяцев.
В первую неделю после отмены окон натурализации заявления на получение гражданства были приняты у 280 жителей Латвии, тогда как до вступления поправок в силу количество претендентов не превышало 100 в неделю. В марте 1999 года Управление по натурализации приняло небывалое до этого число заявлений — 1481. Первые 14 детей неграждан, рожденные в Латвии после 21 августа 1991 года, получили гражданство 10 мая 1999 года.

## Торжественные церемонии[7]
7 июня 2000 года в исполнительной дирекции Земгальского предместья Риги торжественно поздравили 30-тысячную натурализованную гражданку Валентину Шеверенко, которая родилась и выросла в Латвии.
Анну Галич 8 марта 2001 года поздравил премьер-министр Андрис Берзиньш.
8 сентября 2005 года 100-тысячного натурализованного гражданина, учащегося из Саласпилса Дениса Ростковского, поздравляла в Гербовом зале президентского замка президент Вайра Вике-Фрейберга.

## Этапы проведения
При создании в 1995 году Управления натурализации ее глава Эйжения Алдермане обещала, что 200 тысяч человек будут натурализованы к концу XX века. Реально эту процедуру прошли чуть более 30 тыс. неграждан.
В 2014 году натурализацию прошли 939 человек. Количество претендентов на гражданство стало падать с 2007 года, признавал руководитель Управления натурализации Игорь Горбунов. Тому он видел 3 причины: убеждение, что гражданство полагается автоматически, страх перед экзаменами и надежды на послабления в процессе натурализации, «хотя уже сейчас ясно, что никаких послаблений не будет».